# 老撾軍民宣慰使司
老挝军民宣慰使司是明朝于今天老挝中北部地区设置的羁縻行政机关，治所在今琅勃拉邦。